# Манхінг
Манхінг (нім. Manching) — громада в Німеччині, розташована в землі Баварія. Підпорядковується адміністративному округу Верхня Баварія. Входить до складу району Пфаффенгофен.
Площа — 35,48 км2. Населення становить 12 790 ос. (станом на 31 грудня 2020).